# Myrmochanes hemileucus
Myrmochanes hemileucus là một loài chim trong họ Thamnophilidae. Chúng được tìm thấy ở Bolivia, Brazil, Colombia, Ecuador, và Peru.